# Comuna Iana, Vaslui
Iana este o comună în județul Vaslui, Moldova, România, formată din satele Hălărești, Iana (reședința), Recea, Siliștea și Vadurile. Comuna Iana este amplasata pe colinele Tutovei.

## Așezare
Comuna este așezată în partea de sud-vest a județului. 
Se învecinează la nord cu comuna Gherghești, la est cu comuna Ibănești, la sud cu comuna Pogana și la vest cu comuna Puiești.
Se află la o distanță de 22 km de municipiul Bârlad și la o distanță de 80 km de reședința județului, Vaslui.

## Demografie
Componența etnică a comunei Iana
     Români (91,06%)
     Alte etnii (8,94%)
Componența confesională a comunei Iana
     Ortodocși (86,19%)
     Penticostali (2,2%)
     Creștini de rit vechi (1,9%)
     Alte religii (0,11%)
     Necunoscută (9,6%)
Conform recensământului efectuat în 2021, populația comunei Iana se ridică la 3.635 de locuitori, în scădere față de recensământul anterior din 2011, când fuseseră înregistrați 3.870 de locuitori. Majoritatea locuitorilor sunt români (91,06%). Din punct de vedere confesional, majoritatea locuitorilor sunt ortodocși (86,19%), cu minorități de penticostali (2,2%) și creștini de rit vechi (1,9%), iar pentru 9,6% nu se cunoaște apartenența confesională.

## Istorie
La sfârșitul secolului al XIX-lea, comuna nu exista, iar satul Hălărești alcătuia împreună cu satele Lunca, Recea, Călițești, Siliștea și Polițeni, comuna Hălărești, așezată pe teritoriul plășii Tutova al județului cu același nume. Comuna avea o populație de 616 de locuitori. În comună exista o școală primară de băieți și cinci biserici.
Anuarul Socec din 1925 consemnează comuna în aceiași plasă, cu o populație de 1750 de locuitori (în satele Hălărești, Siliștea, Polițeni, Recea, Piscu-Enii, Lunca și Satu-Nou). În 1931, comunei îi se alipesc mai multe sate (Aviator Crețu, Gh. Emandi, Poiana lui Matei și Țifești), care ulterior au fost desființate.
În anul 1950, comuna a fost transferată raionului Bârlad din regiunea Bârlad și (după 1956) din regiunea Iași. Comuna și satul Iana au fost înființate în același an, incluzând și satele comunei Hălărești. În anul 1964, satul Polițeni primește numele de Vadurile.  În anul 1968, comuna a trecut la județul Vaslui, în structura actuală.

## Politică și administrație
Comuna Iana este administrată de un primar și un consiliu local compus din 13 consilieri. Primarul, Ionuț-Adrian Totolici[*], de la Partidul Social Democrat, este în funcție din 2012. Începând cu alegerile locale din 2024, consiliul local are următoarea componență pe partide politice:
|  | Partid                    | Consilieri | Componența Consiliului | Componența Consiliului | Componența Consiliului | Componența Consiliului | Componența Consiliului | Componența Consiliului | Componența Consiliului | Componența Consiliului |
|  | ------------------------- | ---------- | ---------------------- | ---------------------- | ---------------------- | ---------------------- | ---------------------- | ---------------------- | ---------------------- | ---------------------- |
|  | Partidul Social Democrat  | 8          |                        |                        |                        |                        |                        |                        |                        |                        |
|  | Alianța Dreapta Unită     | 3          |                        |                        |                        |                        |                        |                        |                        |                        |
|  | Partidul Național Liberal | 2          |                        |                        |                        |                        |                        |                        |                        |                        |